# 유신 (기업)
유신(Yooshin)은 대한민국의 토목엔지니어링 기업이다. 본사는 서울특별시 동작구 보라매로5가길 24(신대방동)에 위치해 있다. 대표이사는 박석성이다.

## 참고 문헌
1. ↑  한국IR협의회 기술분석보고서-유신, 2022.04.21.[깨진 링크(과거 내용 찾기)]
2. ↑  인터뷰-박석성 유신 대표이사 창업 60주년 영업이익률 5% 달성, 1위 탈환 목표, 엔지니어링데일리, 2020.06.08
3. ↑  박석성 유신 사장 “기획실ㆍ신사업실 양날개…민자사업 가속화”, 대한경제, 2022-02-24